# Calcarele tortoniene de la Tășad
Calcarele tortoniene de la Tășad alcătuiesc o arie protejată de interes național ce corespunde categoriei a IV-a IUCN (rezervație naturală de tip paleontologic), situată în vestul Transilvaniei, pe teritoriul județului Bihor.

## Localizare
Aria naturală se află în Munții Pădurea Craiului (partea de nord-vest a Munților Apuseni ce aparțin lanțului carpatic al Occidentalilor), în partea centrală a județului Bihor, pe teritoriul administrativ al comunei Drăgești (satul Tășad), în apropierea drumului județean DJ767B, care leagă localitatea Copăceni de drumul european E79.

## Descriere
Rezervația naturală a fost declarată arie protejată prin Legea Nr.5 din 6 martie 2000 (privind aprobarea Planului de amenajare a teritoriului național - Secțiunea a III-a - zone protejate, publicată în Monitorul Oficial al României, Nr.152 din 12 aprilie 2000) și se întinde pe o suprafață de 0,40 hectare. Aceasta reprezintă o zonă naturală în arealul căreia se află câteva formațiuni geologice constituite din calcare ce prezintă importante depozite fosilizate alcătuite din moluște, corali, viermi, alge calcaroase, schelete de delfini pitici, mamifere mici, reptile, etc.